# Krottenkopf
De Krottenkopf is een berg in de deelstaat Beieren, Duitsland. De berg heeft een hoogte van 2086 meter.
De Krottenkopf, gelegen in het Estergebergte, is de hoogste berg van de Bayerische Voralpen.